# 巴哈土耳其爬鰍
巴哈土耳其爬鰍（學名：Turcinoemacheilus bahaii）為輻鰭魚綱鯉形目條鰍科土耳其爬鰍屬的其中一種。分布於亞洲伊朗中部的紮揚德河流域，體長可達5.4公分，棲息在水流快速、岩石底質的河川底層水域，生活習性不明。

## 扩展阅读
維基物種上的相關：巴哈土耳其爬鰍